# Таковая (Тверская область)
Таковая — деревня в Рамешковском районе Тверской области.

## География
Находится в восточной части Тверской области на расстоянии приблизительно 34 км на восток-юго-восток по прямой от районного центра поселка Рамешки.

## История
Известна с 1627—1629 годов как пустошь Токовая. В 1859 году в русской казенной деревне Таковая было 20 дворов, в 1887- 37. В советское время работали колхозы «Красный Связист» и «Ленинский путь». В 2001 году в деревне 15 домов местных жителей и 10 домов — собственность наследников и дачников. До 2021 входила в сельское поселение Ильгощи Рамешковского района до их упразднения.

## Население
Численность населения: 170 человек (1858 год), 227 (1887), 25 (1989), 31 (русские 100 %) в 2002 году, 11 в 2010.